# Parlez-moi d'amour
Parlez-moi d'amour é uma canção de Jean Lenoir composta em 1923 e interpretada por Lucienne Boyer, "A Dama de Azul", em 1930.

## Regravações
- Alain Goraguer
- Anny Gould (1954)
- Caterina Valente (1960)
- Charlélie Couture (2001)
- Colette Renard
- Dalida
- Daniel Guichard
- Franck Pourcel
- Isabelle Aubret
- Jacqueline Boyer (1998)
- Jean Lumière
- Juliette Gréco (1964)
- Lina Margy (1954)
- Linda Ronstadt (2006)
- Marie Laforêt
- Michel Legrand
- Mireille Mathieu
- Nana Mouskouri
- Patachou
- Patrick Bruel (2002)
- Paul Mauriat
- Petula Clark
- Ray Ventura
- Renée Claude
- Sacha Distel
- Serge Reggiani
- Suzy Delair
- Tino Rossi (1970)
- Wallace Collection (1970)
- Yvette Giraud
- Zsuzsanna Varkonyi (Valahol, 2002)